# Jämtlands läns södra valkrets
Jämtlands läns södra valkrets var vid riksdagsvalen 1911–1920 till andra kammaren en egen valkrets med tre mandat. Den avskaffades vid valet 1921, då hela länet bildade Jämtlands läns valkrets.

## Riksdagsmän

### 1912–vårsessionen 1914
- Ingebrikt Bergman, lib s
- Aron Julius Wedin, lib s
- Johan Widén, lib s 1912–1913, frisinnad vilde 1914

### Höstsessionen 1914
- Aron Julius Wedin, lib s
- Johan Widén, frisinnad vilde
- Christian Ericson, s

### 1915–1917
- Ingebrikt Bergman, lib s
- Johan Widén, frisinnad vilde
- Christian Ericson, s 1915–1916, s vgr 1917

### 1918–1920
- Samuel Hedlund, jfg
- Ingebrikt Bergman, lib s
- Christian Ericson, s vgr

### 1921
- Samuel Hedlund, jfg
- Carl Sehlin, lib s
- Christian Ericson, k